# NGC 732
NGC 732 este o galaxie lenticulară situată în constelația Andromeda. A fost descoperită în 5 decembrie 1883 de către Édouard Stephan⁠(d).